# Tour de Sétif
O Tour de Sétif, é uma competição de ciclismo por etapas argelina. Criada em 2014, disputa-se após o Tour da Argélia. Esta corrida faz parte desde a sua criação do UCI Africa Tour, em categoria 2.2.

## Palmarés
| Ano  | Vencedor          | Segundo               | Terceiro            |
| ---- | ----------------- | --------------------- | ------------------- |
| 2014 | Thomas Lebas      | Sergey Belykh         | Artur Shaymuratov   |
| 2015 | Nabil Baz         | Abderrahmane Mansouri | Boualem Belmoukhtar |
| 2016 | Essaïd Abelouache | Adil Barbari          | Tomas Vaitkus       |

## Palmarés por países
| País     | Vitórias |
| -------- | -------- |
| França   | 1        |
| Argélia  | 1        |
| Marrocos | 1        |